# Doleschallia lactearia
Doleschallia lactearia är en fjärilsart som beskrevs av Hans Fruhstorfer 1899. Doleschallia lactearia ingår i släktet Doleschallia och familjen praktfjärilar. Inga underarter finns listade i Catalogue of Life.